# Cissy Fitzgerald
Cissy Fitzgerald (nacida Mary Kate Kipping; 1 de febrero de 1873-10 de mayo de 1941) fue una actriz de vodevil, bailarina y cantante inglesa-estadounidense que apareció en numerosas películas mudas y sonoras. Fitzgerald actuó en un popular espectáculo de Gaiety Girl a partir de 1894 y fue filmada en su papel en 1896 en un cortometraje autotitulado rodado por la compañía cinematográfica de Thomas Edison. No volvió a aparecer en películas hasta 1914, cuando firmó con la compañía Vitagraph y fue muy popular en largometrajes y en su propia serie de cortometrajes Cissy. Se conserva muy poco material mudo de Fitzgerald, excepto su papel cómico de apoyo en el filme de Lon Chaney de 1928 Laugh, Clown, Laugh (Ríe, payaso, ríe).
Fitzgerald afirmó haber sido la primera mujer en actuar en películas, en 15 metros de película en los laboratorios Edison de Nueva Jersey en 1896. Sin embargo, Annabelle Whitford ya había sido filmada en 1894 por W. K. L. Dickson, ingeniero de Edison, y los Hermanos Lumière, en Francia, ya rodaban películas en 1896, con hombres y mujeres entrando y saliendo de una fábrica.

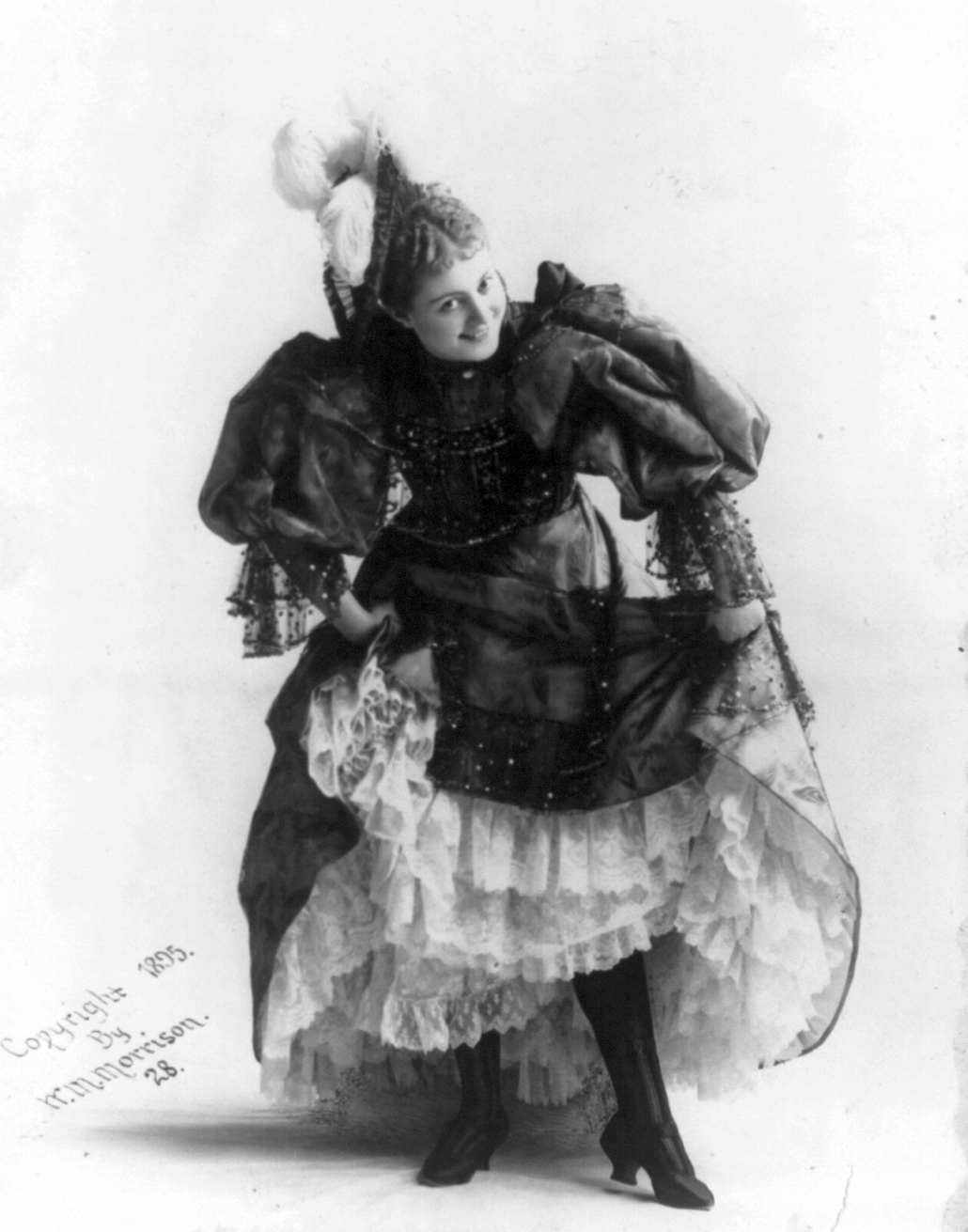
Fotografía de William McKenzie Morrison, 1895

Fitzgerald se casó con Oliver Mark Tucker y tuvo dos hijos, un niño y una niña.

## El guiño de Fitzgerald
Fitzgerald tenía un «guiño» involuntario en el ojo izquierdo, causado por la tensión en el músculo orbicular de los ojos. Aunque este guiño se convirtió en su seña de identidad en la industria, era controvertido, incómodo y afectaba a su salud. El «guiño» involuntario era en realidad un tic, y fuera del estudio a veces se consideraba promiscuo. El guiño de Fitzgerald llegó a tener un propósito mayor en la industria cinematográfica feminista. Su amplia expresión en su obra ayudó a los investigadores a comprender el trastorno de Fitzgerald. Su guiño sirvió de ejemplo a historiadoras, cineastas y productoras feministas que investigaban e identificaban las contradicciones de género de la industria cinematográfica de los primeros tiempos. La imagen repetitiva y constante del guiño de Cissy en su actuación hizo que la comediante de teatro imbricara involuntariamente sus propios gestos.

## Trayectoria

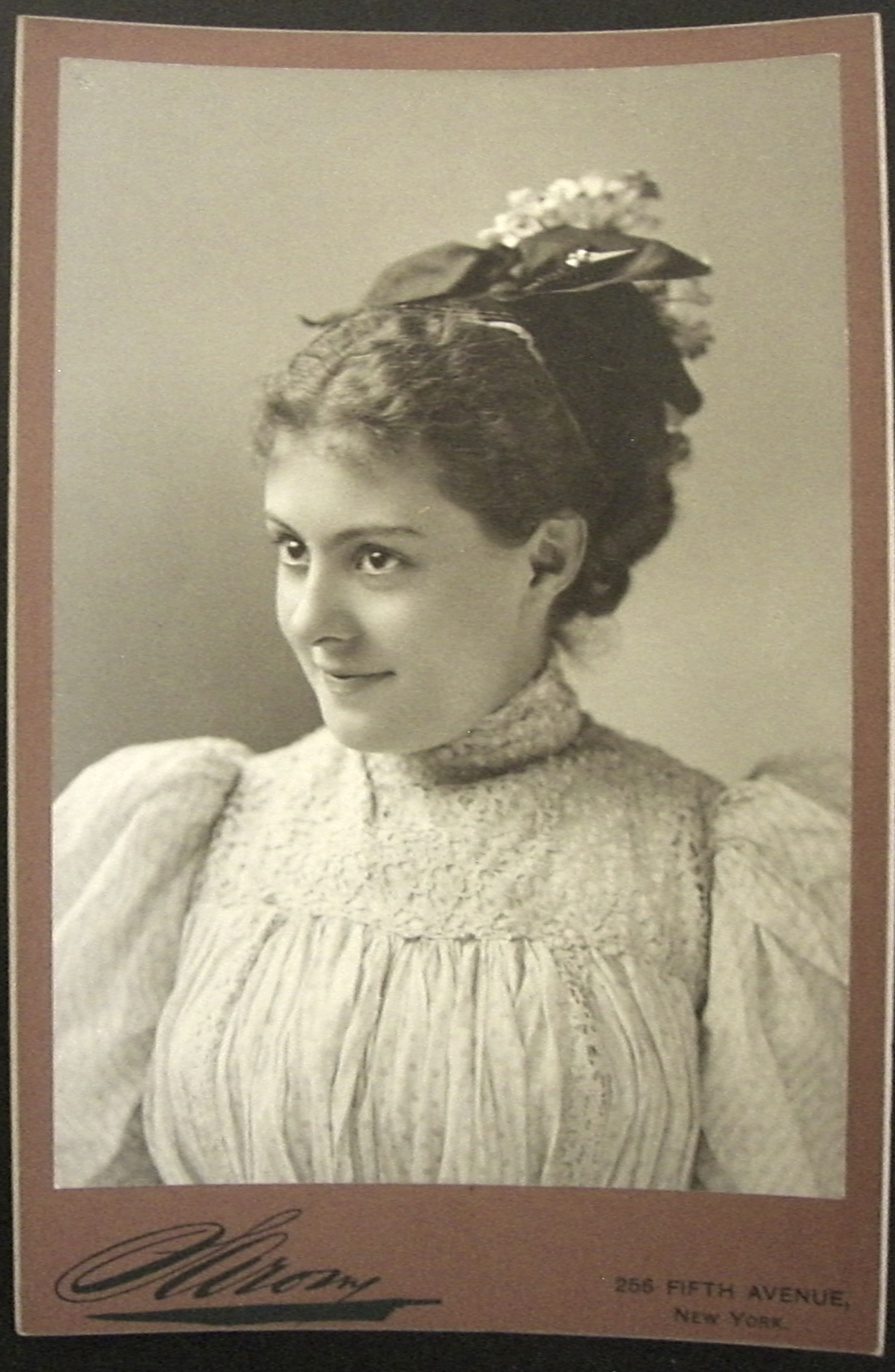
Retrato fotográfico de Cissy Fitzgerald realizado por Otto Sarony, Nueva York

Después de su cortometraje para Edison en 1896, Fitzgerald no regresó al cine hasta 1914,  justo al final de los a menudo obscenos años del cine de nickelodeon. Fitzgerald apareció en una veintena de películas entre 1914 y 1916. En la mayoría de ellas interpretó un personaje cómico, pero ocasionalmente mostró una faceta diferente de su talento, como en The Esterbrook Case, un melodrama con un sutil toque de misterio.
Fitzgerald se tomó un descanso de la actuación para casarse con Oliver Mark Tucker en Gran Bretaña y luego viajar por el mundo para celebrarlo. Cissy y su nuevo marido visitaron la India, África, Australia y China antes del comienzo de la Primera Guerra Mundial. Fitzgerald regresó a Estados Unidos para relanzar su carrera cinematográfica. Su descanso del cine duró desde 1916 hasta principios de 1921. Más tarde, en 1921, Cissy participó en cinco comedias producidas por su propia pequeña compañía «Cissy Fitzgerald Productions», en la costa oeste de Estados Unidos.
Fitzgerald es considerada la primera mujer productora de películas. Las películas que protagonizó bajo «Cissy Fitzgerald Productions» se comercializaron como «comedias refinadas», e incluyeron Cissy's Saucy Stockings, Seeing America Thirst, Cissy Invades Bohemia, Cissy's Economy y Comes Back. Cissy. Cissy.
Fitzgerald volvió a reinventarse como actriz de cine en las décadas de 1920 y 1930. Apareció en muchas películas mudas y sonoras de diversos géneros, muchas de las cuales aún existen. El más conocido de sus papeles en el cine es el de Giancinta en Laugh, Clown, Laugh (Ríe, payaso, ríe), de 1928, una película de Lon Chaney sobre un payaso de circo que no consigue animarse y que entabla amistad con un conde italiano que sufre ataques de risa incontrolable. Dado que Fitzgerald como Giancinta es un personaje menor, se especula que la historia de los guiños incontrolables de Fitzgerald limitó la importancia de su papel en Ríe, payaso, ríe. Cissy Fitzgerald firmó con varias compañías cinematográficas durante su carrera como actriz, entre ellas Kleine Studios, Vitagraph, Casino Studios y Broadway Star Studios.

## Filmografía seleccionada
- Cissy Fitzgerald – (50 feet of actuality film of Fitzgerald by Edison as a Gaiety Girl (1896) *short
- Mary Jane (1913) *short
- Curing Cissy (1915) *short
- Cissy's Innocent Wink (1915) *short
- Leave It to Cissy (1916) *short
- Cissy's Funnymoon (1919) *short [title not in IMDb inventory]
- Cissy's Saucy Stockings (1921) *short
- Seeing America Thirst (1921) *short
- Cissy Invades Bohemia (1921) *short
- Cissy's Economy (1921) *short
- Cissy's Financial Flivver (1921) *short
- Lilies of the Field (1924)
- Cornered (1924)
- Flowing Gold (1924)
- Vanity's Price (1924)
- Daring Love (1924)
- Babbitt (1924)
- If Marriage Fails (1925)
- I'll Show You the Town (1925)
- Redheads Preferred (1926)
- The High Flyer (1926)
- The Crown of Lies (1926)
- Flames (1926)
- The Danger Girl (1926)
- Her Big Night (1926)
- McFadden's Flats (1927)
- Fire and Steel (1927)
- Women Love Diamonds (1927)
- Two Flaming Youths (1927)
- The Beauty Shoppers (1927)
- Laugh, Clown, Laugh (1928)
- No Babies Wanted (1928)
- Ladies of the Night Club (1928)
- The Diplomats (1929)
- The Painted Angel (1929)
- His Lucky Day (1929)
- The Masquerader (1933)
- Flirtation (1934)
- Strictly Illegal (1935)